# C22orf46
C22orf46 (англ. Chromosome 22 open reading frame 46) – білок, який кодується однойменним геном, розташованим у людей на довгому плечі 22-ї хромосоми. Довжина поліпептидного ланцюга білка становить 243 амінокислот, а молекулярна маса — 27 532.
| 10         |  | 20         |  | 30         |  | 40         |  | 50         |
| ---------- |  | ---------- |  | ---------- |  | ---------- |  | ---------- |
| MLLSLLGACA |  | VVGPFHGPEW |  | EPVQGLLSQN |  | HSCRDPQCCG |  | NLLVLCLFLV |
| WQVRHCWHQV |  | TRTRFSTRNV |  | IKVPLQKRAV |  | PSMRCETVFK |  | LTPEFFSPGK |
| SRGLDSQQCA |  | QRQRWGYRRS |  | LQESWAQNLL |  | SPQHPCPGPP |  | SGVHTHSEPI |
| FCTTSISNTC |  | LLPQNSSWKA |  | WQVPWCLHDG |  | QTRPALDMCQ |  | EMEQLLLHSQ |
| ERLVSLEPVI |  | SVRSRPTSMT |  | LTTSLPNLLS |  | AERLQFCPQR |  | APA        |

A: Аланін

C: Цистеїн

D: Аспарагінова кислота

E: Глутамінова кислота

F: Фенілаланін

G: Гліцин

H: Гістидин

I: Ізолейцин

K: Лізин

L: Лейцин

M: Метіонін

N: Аспарагін

P: Пролін

Q: Глутамін

R: Аргінін

S: Серин

T: Треонін

V: Валін

W: Триптофан

Секретований назовні.